# Claude Goyrand
Pour les articles homonymes, voir Goyrand.
Cet article possède un paronyme, voir Claude Goiran.
Claude Goyrand ou Claude Goirand, né à Sens en 1610 et mort en 1662, est un dessinateur, graveur et peintre français du XVIIe siècle.

## Production artistique
Claude Goyrand grave principalement à l’eau-forte et au burin, les deux techniques de gravure principalement utilisées au XVIIe siècle en France. Il réalise des gravures d'après Jacques Callot, Claude Mellan, Jacques Stella, Henri Mauperché et Augustin Quesnel. Il grave également d'après Israël Silvestre, pour lequel il travaille avec François Collignon. Ses œuvres sont collectionnées dès le XVIIe siècle, notamment par Gaston d’Orléans.
Sa production artistique est principalement consacrée à la géographie et au patrimoine architectural français. Claude Goyrand réalise également des œuvres cartographiques représentant des cartes, des plans, des vues des villes et des environs de Paris, conservées notamment à la Bibliothèque nationale de France.
Avant la destruction du château de Bicêtre par le cardinal de Richelieu en 1633, il réalise trois gravures en taille-douce intitulées : Trois vues pittoresque des ruines du châteaux de Bicêtre avant leur destruction. Ces vues sont dites « pittoresques » avec les bergers et les troupeaux mis en scène.

### Vues et perspectives
De nombreuses gravures illustrent des vues, des paysages et des perspectives d’après des dessins du graveur français Israël Silvestre. Ces vues réalisées entre 1645 et 1655 représentent différents lieux de Paris et de ses environs : l’Hôtel Saint-Pol, l'église Saint-Martin-des-Champs, l'Hôtel de Nevers ou encore l’église et la Cour du Temple. Dans ses compositions réalistes, Claude Goyrand met en scène le premier plan avec des personnages et des animaux.

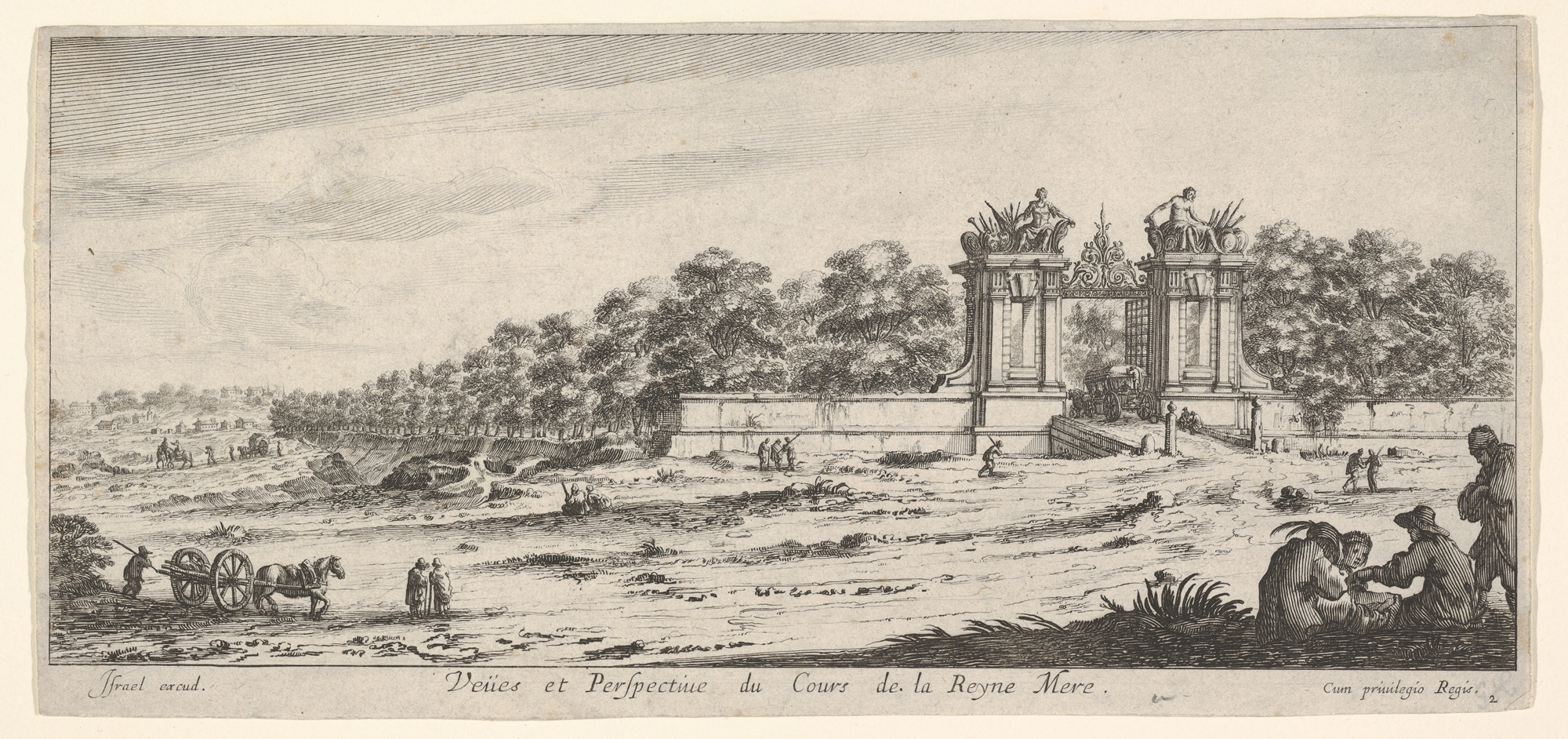
Veuës et Perspective du Cours de la Reyne Mère (1645), Claude Goyrand, Metropolitan museum of Art
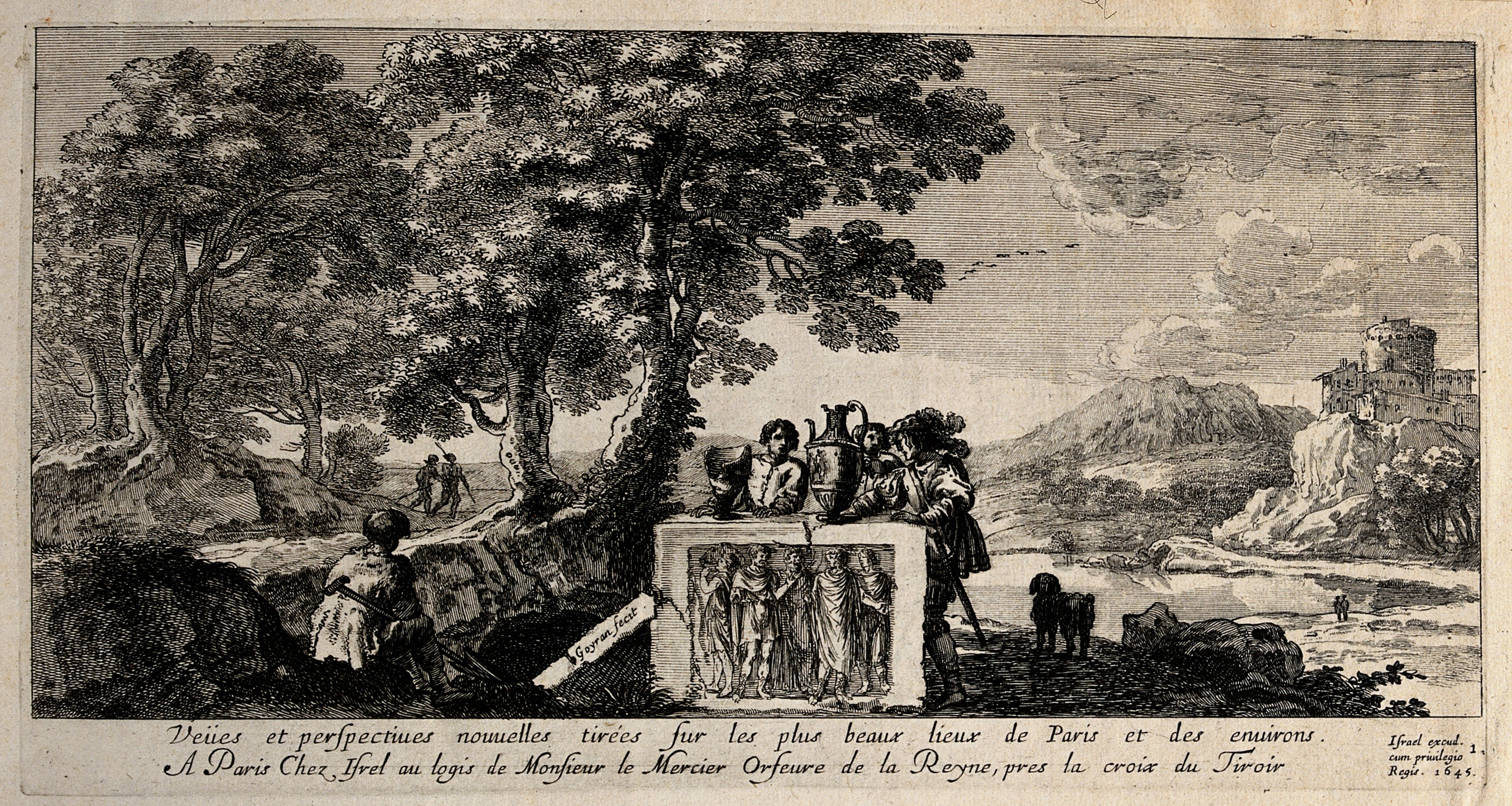
Veües et perspectiues nouuelles tirées sur les plus beaux lieux de Paris et des environs (1645), Claude Goyrand
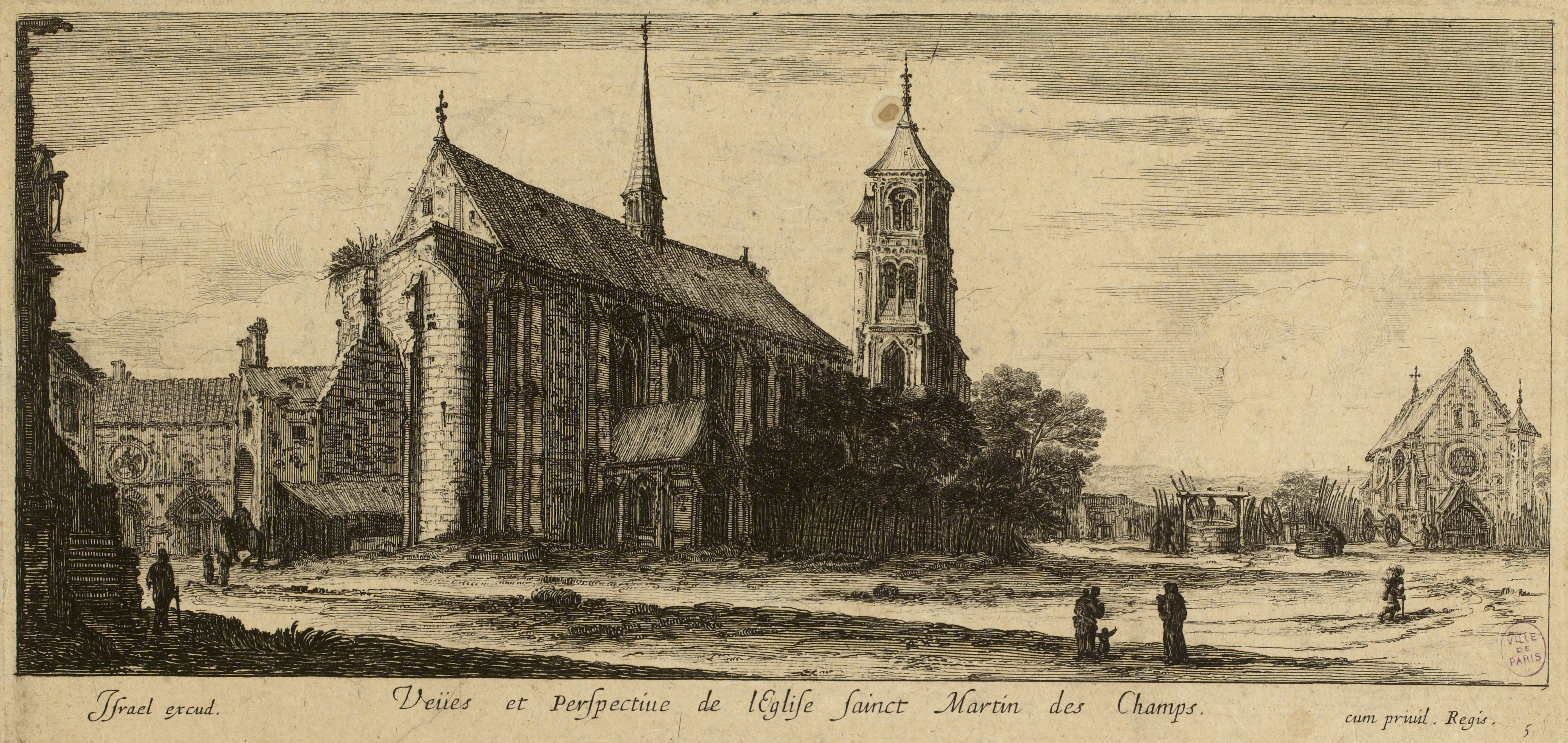
Veües et perspective de lEglise sainct Martin des Champs (1645), Claude Goyrand, Musée Carnavalet, Paris

### Portraits

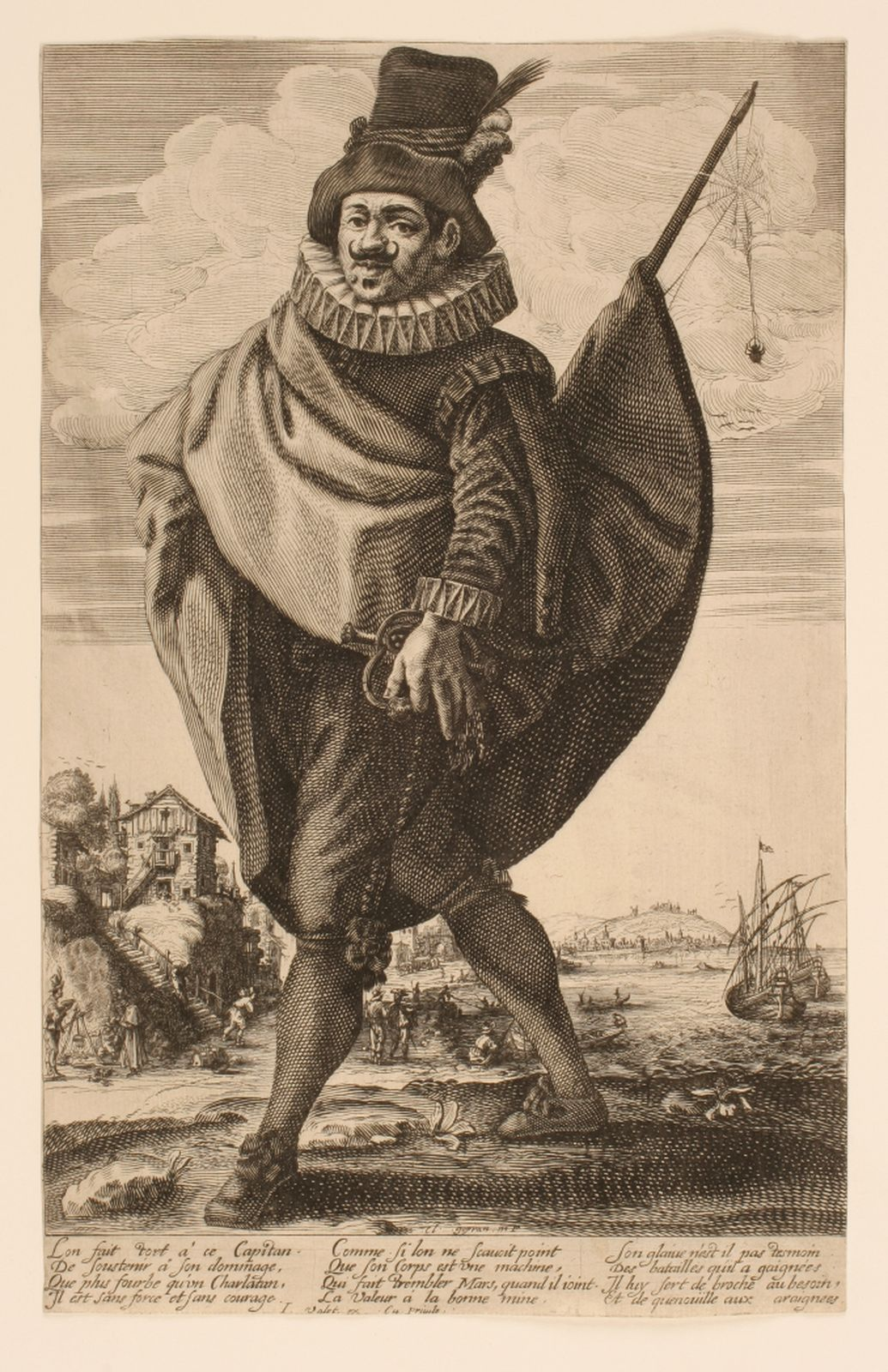
Le Matamore, Claude Goyrand, dim.234x158mm, musée des Beaux-Arts de Nancy

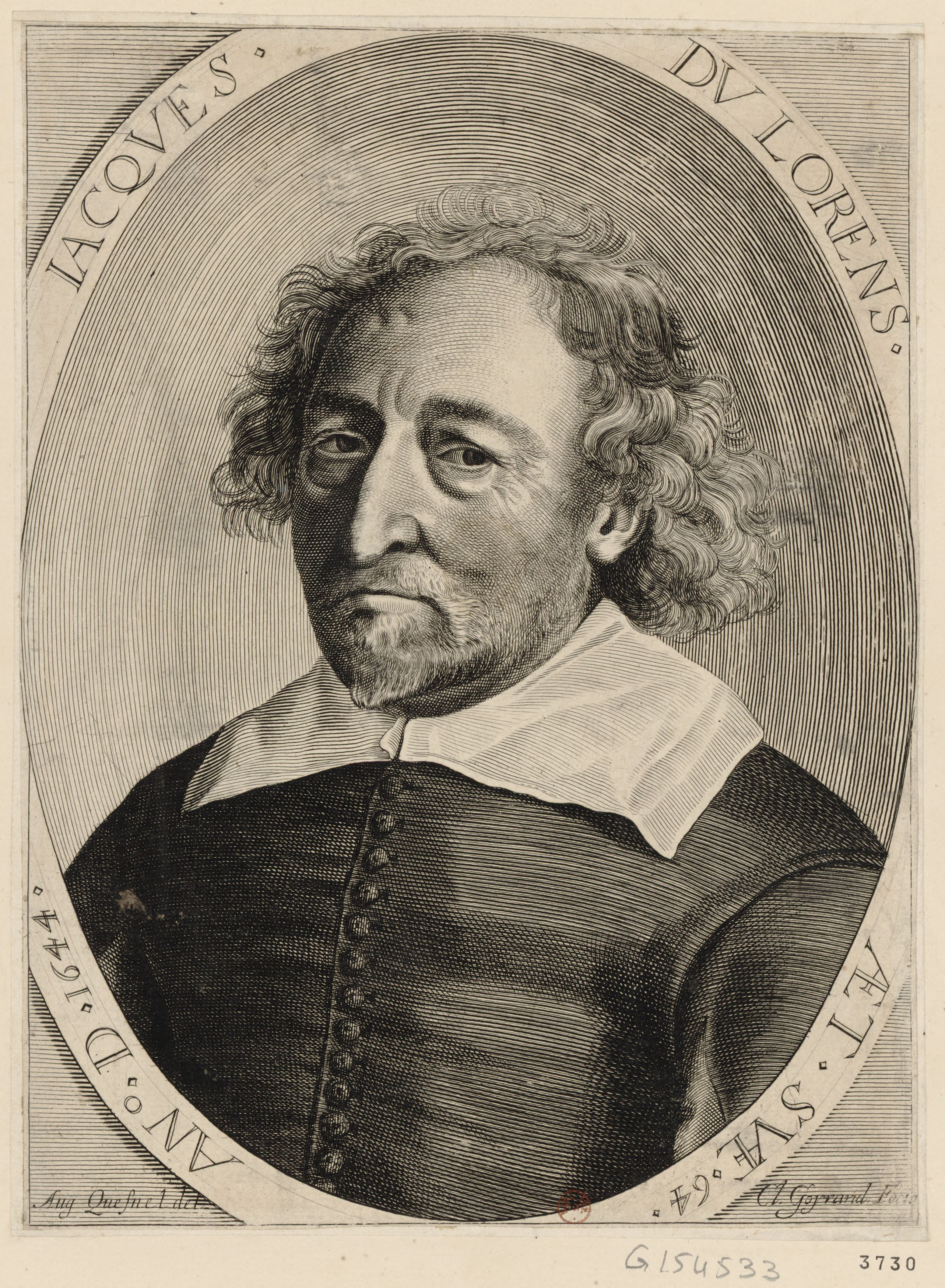
Portrait de Jacques Du Lorens, Claude Goyrand d'après Augustin Quesnel, gravure à l'eau-forte, Bibliothèque nationale de France, Paris.

Claude Goyrand réalise des portraits d’hommes de son temps comme le poète satirique français Jacques Du Lorens d’après le dessin d’Augustin Quesnel qui aurait été un de ses collectionneurs. Ses portraits mettent l'accent sur le visage du personnage mis en valeur par un fond neutre et la composition en médaille, forts appréciés à cette époque.

### Estampes populaires
Très en vogue au XVIIe siècle, l’estampe populaire est un thème abordé par Claude Goyran. Il réalise de nombreuses caricatures de personnages de son temps en les mettant au premier plan et au centre de la composition, notamment devant un paysage. Ces estampes populaires peuvent porter le nom de « facétie », qui désigne une plaisanterie. Chacune de ces estampes burlesques comportent un texte explicatif, une notice avec des vers accentuant le message ironique de l'image, qui est une des caractéristiques principales de ces gravures. Claude Goyrand s'essaye à ce genre en critiquant notamment les nations étrangères telles que l'Espagne.